# گرگ لین
گرگ لین (به انگلیسی: Greg Lynn) متولد ۱۹۶۴، معمار و نظریه‌پرداز آمریکایی است. 

لین به جای مکعب سفید مدرنیستی حباب پیچیده را به‌عنوان مدل مطرح کرد، چراکه این مدل نسبت به جعبه راست-گوش توانایی بیشتری در مدیریت اطلاعات و ایجاد تنوع دارد. تبارشناسی ساختمان‌های حبابی به طبیعت به‌خصوص غارها بازمی‌گردد و تکامل اخیرشان را نیز می‌تواناز طرح خانه بی-پایان فردریک کیسلر (۱۹۳۶) تا آثار کنونی لین و پیروانش ردیابی کرد.

لین دوست دارد آثاری خلق کند که همچون موجود زنده گونه‌های متمایزی داشته و در همزیستی با شرایط محیطی از لحاظ فرم با رنگ از خود انعطاف‌پذیری بسیاری نشان می‌دهند. یکی ار مشهورترین آثار این معمار خانهٔ جنینی است که در سال ۲۰۰۰ طراحی کرد. خانهٔ جنینی در مسیر تکاملش خود را با محل ساختمان، سبک‌های رایج محلی، شرایط اقلیمی، مصالح ساختمانی و برداشت‌های مختلف جزئی از زیبایی تطابق می‌دهد.

یکی از پروژه‌های جالب توجه او سرنگون کردن برج «سیرز» در شهر شیکاگو است. گرگ لین در پروژهٔ خود به صورت نمادین با تبر، تیشه به ریشه این نماد مدرنیته و معماری مدرن زد و عمود گرایی را به افق گرایی تبدیل کرد. پس از انداختن برج به روی زمین، لایه‌های هندسی طویل و قائم آن را طبق شرایط سایت بین رودخانه، خیابان و ساختمان‌های مجاور، همانند نوارهای خمیری، در کنار هم قرار داد.

## زندگی و آثار
گرگ لین در سال ۱۹۶۴ در اوهایو، ایالات متحده آمریکا، به دنیا آمد. او در دانشگاه میامی اوهایو معماری و فلسفه خواند و سپس در دوره تحصیلات تکمیلی دانشگاه پرینستون به تحصیل در رشته معماری پرداخت. او در دفاتر آنتوان پریداک و پیتر آیزنمن بین ۱۹۸۷–۱۹۹۱ بوده‌است. لین در سال ۱۹۹۴ دفتر مستقل گرگ لین فرم را در Hoboken، نیوجرسی تأسیس کرد.
پروژه‌ها و نشریات توسط گرگ لین را ساخته‌اند نقش کلیدی در درک درست از کامپیوتر نه فقط به عنوان یک ابزار کارآمد محاسبه، بلکه به عنوان چیزی که به آن نگه می‌دارد و تا حد زیادی ناشناخته بزرگ بالقوه برای پروسه طراحی خود را. لین استادی برای برنامه‌ریزی شهری و پژوهشی در مؤسسه فدرال سوئیس و فناوری ETH 1999-2002 برگزار شد، و به عنوان استاد دانشگاه هنرهای کاربردی وین از سال ۲۰۰۲ خدمت کرده‌است. او همچنین سخنران میهمان شده‌است در دانشگاه ییل و تحصیلات تکمیلی و معماری (نیوهیون، سی تی) و در دانشگاه کالیفرنیا در دانشکده تحصیلات تکمیلی و معماری در لس آنجلس (UCLA).

## ترجمه به فارسی
- فرم پویانما، سید یحیی اسلامی و صدیق میرگذار، مشهد؛ کتابکده کسری، ۱۳۹۶.